# Jasenov (Košice)
Jasenov é um município da Eslováquia, situado no distrito de Sobrance, na região de Košice. Tem 7,21 km² de área e sua população em 2018 foi estimada em 287 habitantes.

## Demografia
| Ano:        | 1994 | 2004   | 2014   | 2024    |
| ----------- | ---- | ------ | ------ | ------- |
| Broj ljudi: | 293  | 319    | 308    | 270     |
| Razlika:    |      | +8,87% | -3,44% | -12,33% |

| Ano:               | 2023 | 2024   |
| ------------------ | ---- | ------ |
| Número de pessoas: | 275  | 270    |
| Diferença:         |      | -1,81% |